# Marie-Paule Arnauld
Pour les articles homonymes, voir Arnauld.
Marie-Paule Arnauld est une archiviste française née à Cognac (Charente) le 8 août 1946 et décédée à Paris 6e le 12 avril 2015,.

## Biographie
Marie-Paule Arnauld, née Cancel, fille de Noël-Gabriel Cancel, médecin, et de Geneviève Bertrand, passe son enfance à Cognac et termine ses années de lycée à Paris, où elle prépare le concours de l’École nationale des chartes qu’elle intègre en 1966. L'année suivante elle épouse François Arnauld, futur général de l'Armée de l'air, avec qui elle aura par la suite quatre enfants.
Elle obtient le diplôme d’archiviste-paléographe en 1971, en plus d’une licence ès lettres à la Sorbonne. Son premier poste est aux Archives départementales du Doubs en tant que conservatrice adjointe jusqu’en 1975. Son mari étant officier supérieur et affecté partout au sein du territoire national de manière successive, elle est en disponibilité de 1975 à 1981. En 1982 elle est nommée aux Archives départementales de la Côte-d'Or, puis directrice des Archives départementales de la Seine-Saint-Denis, conservatrice au service technique de la direction des archives de France, directrice des Archives départementales de la Haute-Vienne et enfin inspectrice générale des archives de France. En 1998 elle est nommée directrice du centre historique des Archives nationales, poste qu’elle occupe jusqu’en 2004. Après avoir été brièvement chef de département à la direction des archives de France, elle est nommée directrice du Musée des Monuments français. Elle part officiellement à la retraite le 1er février 2008.
Parallèlement à ses mandats professionnels, elle est impliquée dans le réseau associatif français, notamment au niveau national au sein de l’Association des archivistes français ou de la Société française d’archéologie (SFA). Elle participe aussi (en tant que membre ou vice-présidente) à plusieurs comités et commissions du Conseil international des archives (CIA) et de l’Association internationale des archives francophones (AIAF). Elle est également membre de nombreux conseils au sein d’établissements d’enseignement ou dans le domaine du patrimoine ou des archives. Quelques années après son départ à la retraite, elle travaille encore sur d’importants chantiers notamment au sein de la SFA ou en tant que présidente de la Société de l'École des chartes, mandats qu’elle continue de conduire pendant la maladie jusqu’à son décès en avril 2015.

## Distinctions
- Chevalière de la Légion d'honneur (2002)[3].
- Chevalière de l'ordre national du Mérite (1999)[3].
- Chevalière de l'ordre des Arts et des Lettres (1995)[3].